# Amédé Ardoin
Pour les articles homonymes, voir Ardoin.
Amédé Ardoin (né le 11 mars 1898 - 1942 ou 1950) est un musicien créole de la Louisiane, chanteur et joueur d'accordéon diatonique.
Amédé Ardoin est l'un des premiers artistes à la musique cadienne de la Louisiane avec le joueur de violon, Dennis McGee. En décembre 1929, ils enregistrent leurs six premières chansons à la Nouvelle-Orléans.
La date et le lieu de sa mort sont incertains. Pour certains, il aurait été assassiné lors d'un crime racial ou par un musicien jaloux. Pour d'autres, il aurait fini sa vie dans un asile. En fait, il semble acquis que le décès a eu lieu à l'hôpital d'État de Pineville à Alexandria en Louisiane, le 4 novembre 1941, d'une maladie intraitable à ce moment-là.

## Discographie
Compilations
- Amadé Ardoin – Louisiana Cajun Music Vol. 6 : Amadé Ardoin - The First Black Zydeco Recording Artist (1928-1938) (OT-124 Old Timey Records, 1983)
- Pioneers of Cajun Accordion 1926-1936 (LPOT128 Old Timey / Arhoolie, 1989)
- I'm Never Comin Back: Roots of Zydeco (ARH7007 Arhoolie, 1995)
- Amede Ardoin - Mama, I'll Be Long Gone: The Complete Recordings of Amede Ardoin 1929-1934 (TSQ2554 Tompkins Square Records, 2011)